# Iron Man 2020
Iron Man 2020 (verdadero nombre Arno Stark) es un personaje ficticio, un superhéroe que aparece como la contrapartida del superhéroe Iron Man en el año futuro de 2020 en Marvel Comics. Su primera aparición fue en el segundo número de la serie limitada Machine Man (1984).

## Biografía del personaje ficticio
Arno Stark es el futuro sobrino en segundo grado del Iron Man del presente, Tony Stark. Su padre es el primo sin escrúpulos de Stark, Morgan Stark. Arno heredó la empresa de Tony Stark, Industrias Stark, y en lugar de usar la armadura para actos heroicos, prefiere actuar como un mercenario contratado o cometer actos de espionaje industrial para paralizar a sus competidores por la ganancia industrial.
En su aparición original, el Iron Man de 2020 fue contratado por Sunset Bain (haciéndose pasar por una anciana), para destruir al Hombre Máquina, que había sido descubierto por accidente y posteriormente reactivado por los Destructores de Medianoche, jóvenes rebeldes que rescataban tecnología desechada. A pesar de su poder ostensiblemente superior, Iron Man fue derrotado por un furioso Hombre Máquina, quien luego afirmaría "Soy un hombre mejor que tú." 
En otra historia, la fábrica de Arno Stark es infiltrada por un hombre fuertemente cicatrizada llamado Robert Saunders, que inicia una cuenta atrás en una poderosa bomba del diseño de Stark, amenazando a la esposa de Stark y su hijo (atrapados en la fábrica) y la ciudad que lo rodea. La única manera de desactivar el dispositivo es con un escáner de retina de Saunders, pero es asesinado y su cuerpo fue destrozado mientras trataba de escapar. Para obtener los datos de escaneado, Stark viaja en el tiempo al "presente" (es decir, 1986, cuando se publicó la historia) para encontrar a Saunders de niño. Pronto es confundido por el Iron Man "actual" (Tony Stark) y es atacado por uno de los enemigos de Tony Stark, Ventisca (Gregor Shapanka). Arno, sabiendo que su tiempo en el siglo XX es limitado, mata a Ventisca y continúa su búsqueda del joven Saunders. Esto llama la atención de Spider-Man, quien también confunde a Arno por Tony y además confunde los intentos de Arno de conseguir un escáner de retina de Saunders como un ataque contra el niño. Si bien protege a Saunders, Spider-Man evade varios intentos de Arno por hacerse con el niño, mientras que Arno se desespera cada vez más, ya que su tiempo en el siglo XX se acerca a su fin. Uno de los ataques de Arno hiere seriamente a Saunders (infligiendo las cicatrices que eventualmente volvería a su yo futuro conducido por venganza para sabotear la fábrica de Arno, así Arno inconscientemente crea la situación por la que viajó atrás en el tiempo para resolver) y Spider-Man está suficientemente enfurecido para atacar directamente al mucho más poderoso Arno. Sorprendido por el ataque y abrumado por la mayor velocidad de Spider-Man, la armadura de Arno se daña significativamente. Cuando es retirado a su propio tiempo, se encuentra parado en el centro de un enorme cráter, habiendo regresado demasiado tarde para evitar la detonación de la bomba y la destrucción de su familia, la fábrica y la ciudad.
En una aparición posterior, Iron Man 2020 luchó contra el cyborg que viaja en el tiempo Cabeza de Muerte.
Iron Man 2020 también tuvo su propio one-shot en junio de 1994, en el que se enfrenta a un rival industrial que trata de usarlo para destruir a todos sus competidores a la vez, sacrificando su propia hija en el proceso. Al final de la historia, Arno Stark y la niña, Melodi, se juntan, lo que sugiere una evolución hacia un papel más heroico de nuevo. Mientras tanto, el personaje de fondo Howard se revela (aunque sólo sea para el lector) que es el propio Tony Stark avejentado, que tiene la intención de guiar a su joven primo.
Él (o una versión alternativa de él) se ha visto preso en las celdas de tiempo de la Autoridad de Variación Temporal, los centros de detención para los delincuentes "viajeros del tiempo más peligrosos".
En 2023, Arno Stark habilita la tecnología del Helitransporte para uso público, para empezar en la forma de un helicrucero llamado el "Espíritu de la libre empresa". Al mismo tiempo, le ha suministrado a S.H.I.E.L.D. un Hípertransporte de reemplazo mucho más avanzado. Por desgracia, el lanzar la nave de crucero en el aire ha provocado la ira del piratas celestial anciano, el Comodoro Q. Arno se ha casado con Melodi en este punto y "Howard" sigue siendo su retenedor. También cuenta con un equipo de enhanciles Extremis fetales que actúan como su escuadrón personal de combate blindado.
Una versión de la armadura de Arno dejada en el presente es robada por los Seis Siniestros como parte de los planes del Doctor Octopus contra los Vengadores, utilizando la tecnología de la armadura para idear un medio para derrotar al Iron Man del presente.
Arno más tarde es rescatado de una línea de tiempo colapsando por Kang el Conquistador, quien lo recluta como parte de un equipo de personajes multiversales encargado de combatir a los Gemelos Apocalipsis.

## Poderes y habilidades
Iron Man 2020 lleva una armadura muy sofisticada, similar en apariencia al Iron Man clásico (cerca del modelo 5), con la excepción de la placa frontal y los hombros. Las armas de rayos se montan en los guanteletes del traje, así como el rayo del pecho y las charreteras de los hombros. El usuario ya no requiere un enlace cibernético en el casco para controlar la armadura; el casco también se puede ocultar a través de tecnología de camuflaje, que fue presumiblemente desarrollada basándose en el modo Camaleón de la armadura Centurión de Plata. Los sistemas de Iron Man 2020 están construidos para la guerra, no el superheroismo como el Iron Man original. Los repulsores de Iron Man 2020 (y un arsenal de otras armas) siempre se disparan a la máxima potencia de los efectos más letales. Curiosamente, Iron Man 2020 también cuenta con los patines del Iron Man de la era de 1970 (actualizados a un estilo de "patinar") construidos en las botas del traje.

## Otras versiones

### Avengers Forever
Una versión del Iron Man de 2020 apareció como uno de los Vengadores multidimensionales también conocido como  "potenciales" en Avengers Forever.

### Marvel Zombies
Arno Stark es un empresario en una dimensión fuertemente influenciada por un tema de "salvaje oeste". Él intenta contratar al heroico Huracán para realizar acrobacias audaces para sus espectáculos. En cambio Arno es asesinado y transformado por un zombi. Él procede a arrasar la ciudad, causando la muerte de la mayoría de los ciudadanos, incluido Huracán.

### Paradise X
El Iron Man de 2020 también apareció en la miniserie Paradise X junto a numerosos héroes de Marvel de diferentes líneas de tiempo, como una versión de Tormenta llamada "Tormenta de Sangre", Deathlok, Spider-Girl y Lobezno (en su forma de Días del futuro pasado).

### Tierra 616
Una versión alternativa de Arno ya se ha introducido en la continuidad principal Tierra-616 como el hermano antes desconocido de Tony Stark. Se revela que ha sido alterado genéticamente por el Grabador conocido como 451, que pretendía que el niño crezca para pilotar una armadura conocida como la Matadioses. Al enterarse de esto, Howard Stark saboteó el experimento, que dejó lisiado a Arno e incapaz de hablar sin el uso de máquinas. Su existencia se mantuvo deliberadamente un misterio hasta décadas más tarde, cuando fue descubierto por Tony en la fundación María Stark. Él y Tony comenzaron a transformar la decrépita Ciudad Mandarina en una utopía futurista llamada Troya. El plan de Tony y Arno pronto encontró oposición en la forma de los Anillos del Mandarín que comenzaron a buscar anfitriones para destruir a Tony y Troya. El Mandarin-One llamado Lord Remaker bombardeó el Troy Central Control y Arno aparentemente fue asesinado. Sin embargo, Arno había desplegado su propio traje de la armadura de Iron Man con la que más tarde ayudó a Tony y a la Guardia de Troya a luchar contra las fuerzas enemigas. Después de darse cuenta de que la ciudad nunca estaría a salvo mientras estuviera apegado a ella, Tony deja de trabajar directamente en Troy, dejando a Arno como el nuevo custodio de la ciudad. Arno más tarde comenzó a trabajar en una nueva versión del virus Extremis.

### Ultimate Marvel
El universo de Ultimate Marvel presenta a Gregory "Greg" Stark, un personaje único del universo de Ultimate Marvel creado por Mark Millar y Carlos Pacheco. Su personaje comparte similitudes con Arno Stark del universo principal de Marvel. En contraste con su hermano Iron Man (Tony Stark), él es más competente y no posee un estilo de vida infame, pero también sufre de un complejo de superioridad. Gregory sirve como el benefactor de Nick Fury para los Vengadores al derrotar inicialmente a Red Skull y A.I.M. Stark más tarde participó en una guerra entre los Vengadores liderados por Fury y los Ultimates liderados por Carol Danvers. Después de una pelea total que resultó en la detención de Fury y Danvers en estado crítico, Stark recibió el liderazgo de S.H.I.E.L.D. por parte del Presidente de los Estados Unidos. Stark luego reveló que en realidad era responsable del encuadre de Fury como un agente deshonesto que vendía investigaciones sobrehumanas de alto secreto en el mercado negro. Gregory también ha utilizado su posición de director de S.H.I.E.L.D. para ayudar en su causa de suministrar supersoldados de contrabando a rebeliones prodemocráticas en estados deshonestos y crear un nuevo orden mundial de acuerdo con su propia agenda. Cuando Fury y los Vengadores se enfrentan a él, Stark usa una flota de naniteras en su cuerpo, infundiéndole fortaleza e invulnerabilidad sobrehumanas. A medida que sus planes se llevaban a cabo a medida que las naciones (como Irán y Corea del Norte) caían en la revolución, Stark ordenó que los Nuevos Ultimates se retiraran. Pero cuando los New Ultimates y los Vengadores luchan contra la conspiración, Stark personalmente luchó contra ambos grupos en Corea del Norte; destruye el escudo del Capitán América para mostrar su fuerza. Cuando Iron Man deshabilitó los nanites de su hermano a través del pulso electromagnético, Gregory muere cuando Thor lo golpea con un rayo.

### Armor Wars
En el área de Technopolis de Battleworld durante la historia de Secret Wars, Arno Stark es el hermano de Tony Stark (el gobernante de la región). Se confabula con Wilson Fisk para ayudar a socavar el gobierno de su hermano y busca robar nuevos diseños de armadura de Kiri Oshiro (la sobrina de Rumiko Fujikawa). Resultó que el padre de Tony y Arno fue el que desató el virus aéreo que requería que todos usaran armaduras de alta tecnología. Después de que Lila Rhodes derrotó a Iron Man y Arno, los hermanos son arrestados por el Thor Corps.

## En otros medios

### Televisión
- La versión 2020 de Arno Stark tiene un cameo no sonorizado en Avengers: Secret Wars.[28] Un descendiente de Iron Man (Tony Stark) y Howard Stark, esta versión es un enemigo de Kang el Conquistador en el futuro. En el episodio "Resolución de Año Nuevo", Kang intenta asegurarse de que nunca exista intentando matar a Howard y luego a Iron Man. Durante el conflicto final, el futurista Iron Man aparece fuera del portal del tiempo que se abre y arrastra a Kang a su propio tiempo.

### Videojuegos
- Iron Man 2020 aparece como un personaje jugable en Marvel Super Hero Squad Online, con la voz de Tom Kenny.
- La versión 616 de Arno Stark aparece como un personaje jugable en Marvel Future Fight con la armadura Hulkbuster de Avengers: Age of Ultron como un disfraz alternativo.